# Olimpiada Mexicana de Historia

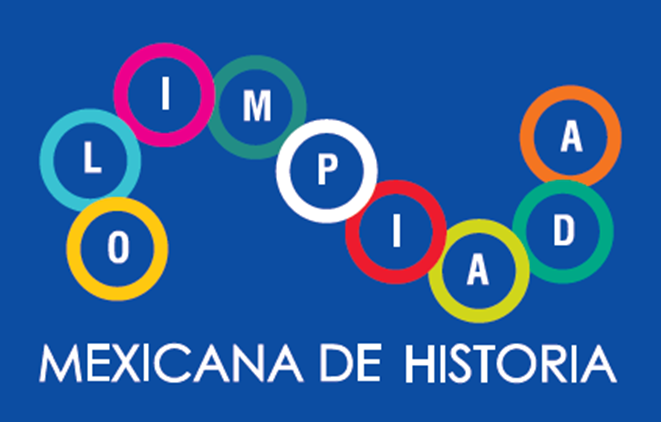

La Olimpiada Mexicana de Historia es una competición anual de historia organizada por la Academia Mexicana de Ciencias en conjunto con Fundación Televisa. Está dirigida a jóvenes de 16 años o menos. El contenido temático del concurso es historia de México, en sus cuatro principales etapas: prehispánica, colonial, siglo XIX y siglo XX.

## Dinámica

### Primera etapa
Pueden participar todos los jóvenes que así lo deseen, con el único requisito de no ser mayor de dieciséis años. Consiste en un examen de opción múltiple, realizado en las instalaciones designadas por un delegado estatal. El maestro que aplique las pruebas las envía a la Academia Mexicana de Ciencias para su revisión.

### Segunda etapa
Participa el 10% de los concursantes con mejor resultado de la primera etapa. La prueba consiste en un examen de opción múltiple. El delegado de la entidad envía las hojas de respuesta de los participantes a la Academia Mexicana de Ciencias.

### Tercera Etapa Nacional
Los concursantes que hayan obtenido los mejores resultados en la segunda etapa participan en la fase nacional, en algún lugar de la república. El número de participantes fue de 80 en la primera edición y de 124 en la segunda.
La prueba del certamen nacional consta de dos partes: en la primera los participantes contestan cuatro preguntas referentes a las cuatro etapas de la Historia de México mediante ensayos. La segunda parte consiste en realizar un ensayo sobre diferentes temas. En la primera y segunda etapa fue un ensayo sobre la comunidad o de la familia de cada concursantes, usando fuentes, referencias e investigaciones, tal como lo haría un historiador. En la tercera edición, hubo dos ensayos posibles, el primero sobre la muerte de Moctezuma y el segundo sobre la muerte de Obregón. Los concursantes usaron materiales históricos que se les proporcionaron. En la cuarta edición, los temas del ensayo tuvieron que ver con la independencia y la revolución. En la quinta edición el tema tuvo qué ver con las diferencias entre la generación de los abuelos y la de los participantes. En la sexta edición se tuvieron 2 ensayos posibles: la plaza mayor de la Ciudad de México a lo largo del tiempo y la primera ascensión en globo en el país. En la séptima edición se realizaron ensayos acerca del amor en la colonia y el papel de los líderes insurgentes. En la octava edición se realizó un análisis historiográfico sobre la muerte de Moctezuma y la importancia de las fuentes históricas. Durante la novena edición hicieron un análisis pictórico y redactaron acerca de la historia de las mujeres, y diversos acontecimientos sociales del siglo XX
Cada trabajo es evaluado por historiadores que forman parte de instituciones como El Colegio de México, el Instituto Nacional de Antropología e Historia y la Universidad Nacional Autónoma de México, encabezados por la Dra. Vaeria Sánchez Michel. Los 20 mejores trabajos son premiados en la siguiente proporción: diez terceros lugares, cinco segundos lugares y cinco primeros lugares. Simon

### Cuarta Etapa Televisada
Los cinco participantes que obtuvieron primer lugar en la etapa nacional, participarán en un programa de televisión trasmitido por Televisa. La dinámica que se sigue en el programa es la misma de la Olimpiada Mexicana de Geografía, sólo con la temática de historia de México, en donde los participantes demuestran una vez más sus conocimientos en esa área. De ahí se obtiene el ganador absoluto de la Olimpiada.

## Ediciones anteriores
| Edición de la competición           | Lugar                                       | Año  | Fecha                    | Participantes (Etapa Nacional)                                                                | Campeón                                                        |
| ----------------------------------- | ------------------------------------------- | ---- | ------------------------ | --------------------------------------------------------------------------------------------- | -------------------------------------------------------------- |
| I Olimpiada Mexicana de Historia    | Juriquilla, Querétaro                       | 2007 | 19 al 21 de mayo         | 80 participantes de 13 estados                                                                | Isaac Ramírez Enríquez (14 años, Torreón, Coahuila)            |
| II Olimpiada Mexicana de Historia   | Guanajuato, Guanajuato                      | 2008 | 8 al 10 de junio         | 126 participantes de 10 estados (Tlaxcala participa por primera vez)                          | Marisol Nava León (16 años, Huichapan, Hidalgo)                |
| III Olimpiada Mexicana de Historia  | Ciudad de México                            | 2009 | 29 de mayo al 1 de junio | 101 participantes de 8 estados (Yucatán participa por primera vez)                            | José Rogelio Estrada Coronado (15 años, Monterrey, Nuevo León) |
| IV Olimpiada Mexicana de Historia   | Boca del Río, Veracruz                      | 2010 | 21 al 24 de mayo         | 108 participantes de 13 estados (Tamaulipas participa por primera vez)                        | Victor Soto Ocampo (15 años, Estado de México)                 |
| V Olimpiada Mexicana de Historia    | Ciudad de México                            | 2011 | 8 al 11 de abril         | 120 participantes de 15 estados                                                               | Rodrigo Rivera López (16 años Distrito Federal)                |
| VI Olimpiada Mexicana de Historia   | Tlaxcala de Xicohténcatl, Tlaxcala          | 2012 | 17 al 20 de junio        | 80 participantes de 13 estados (Colima participa por primera vez)                             | Ernesto Gil Carmona (15 años Distrito Federal)                 |
| VII Olimpiada Mexicana de Historia  | Santiago de Querétaro, Querétaro de Arteaga | 2013 | 3 al 6 de mayo           | 90 participantes de 10 estados (Querétaro participa por primera vez)                          | Ricardo Montalvo Guzmán (17 años, Ensenada, Baja California)   |
| VIII Olimpiada Mexicana de Historia | Ixtapan de la Sal, Estado de México         | 2014 | 6 al 9 de junio          | 120 Participantes de 16 estados (Aguascalientes, Oaxaca y Sinaloa participan por primera vez) | Abraham Molina Sánchez (16 años, Toluca, Estado de México)     |
| IX Olimpiada Mexicana de Historia   | Cuernavaca, Morelos                         | 2015 | 17 al 20 de abril        | 116 participantes de 11 estados                                                               | Abraham Molina Sánchez (17 años, Toluca, Estado de México)     |
| X Olimpiada Mexicana de Historia    | Huasca de Ocampo, Hidalgo                   | 2016 | 17 al 20 de junio        | 100 participantes en la etapa nacional.                                                       | Mariano Torres Romero (Estado de México)                       |
| Xl Olimpiada Mexicana de Historia   | Huasca de Ocampo, Hidalgo                   | 2017 | 16 al 19 de junio        | 95 participantes asistieron de los 100 invitados a la etapa nacional.                         | Oscar Omaña Nájera (Hidalgo)                                   |
| XII Olimpiada Mexicana de Historia  | San Miguel de Allende, Guanajuato           | 2018 | 24 al 27 de junio        | 106 participantes provenientes de 17 estados de la República Mexicana.                        | Luis Jesús García Castillo (Hidalgo)                           |
| XIII Olimpiada Mexicana de Historia | Ciudad de México                            | 2019 | 23 al 26 de junio        |                                                                                               |                                                                |

## Comité Organizador
La Olimpiada Mexicana de Historia es organizada por la Academia Mexicana de Ciencias, con el apoyo de Fundación Televisa. El Comité Organizador, encargado de la planeación, elaboración de exámenes y calificación está presidido por Valeria Sánchez Michel del Centro de Investigación y Docencia Económicas e integrado por Graciela Márquez, Andrea Rodríguez Tapia y Soledad Loaeza de El Colegio de México; Alfredo Ávila, Iván Escamilla, Estela Roselló y Erik Velásquez de la Universidad Nacional Autónoma de México, y Clementina Battcock del Instituto Nacional de Antropología e Historia. En años anteriores, han formado parte de este comité Federico Navarrete, Berenice Alcántara, Susana Sosenski, Erika Pani y Elisa Speckman.